# Caladenia marginata
Caladenia marginata là một loài phong lan đặc hữu tây nam Tây Úc. Nó cao 20 cm và có hoa trắng vào giữa tháng 9 và tháng 11 ở phạm vi phân bố bản địa.
Loài này được mô tả chính thức lần đầu bới nhà thực vật học John Lindley vào năm 1839 trong A Sketch of the Vegetation of the Swan River Colony.